# Aigüesmortes
Aigüesmortes (en occità: Aigasmòrtas, en francès: Aigues-Mortes) és un municipi francès situat al departament del Gard i a la regió d'Occitània. L'any 2017 tenia 8325 habitants. Els seus habitants s'anomenen aigamortencs en occità i aiguemortais en francés.
La ciutat està fortificada i envoltada d'estanys, canals i de l'enlluernadora claredat de les salines. Les muralles amb torres i portes, edificades a partir de 1272 per l'empresari genovès Guillem Boccanegra, ens han arribat gairebé intactes.
A la torre de Constança, s'hi empresonaren templers i mercenaris. Però a partir de la revocació de l'edicte de Nantes (1683) els principals allotjats a la torre van ser presos protestants de les Cevenes o el Vivarès. Entre ells, figuren el "camisard" Abraham Mazel (que se'n va evadir el 1703) i moltes dones, entre les quals destaca com a símbol Marie Durand, tancada 38 anys en aquest lloc. A ella és a qui s'atribueix la paraula "REGISTER" ('resistir') gravada en el brocal del pou central.

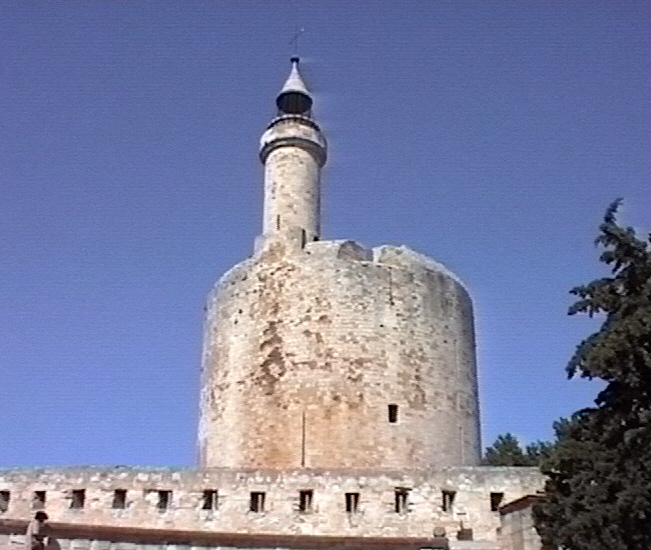
Torre de Constança

L'església de Notre-Dame-des-Sablons ('Nostra Senyora de les Arenes'), edificada durant el regnat de sant Lluís, és un edifici fortificat (utilitzat un temps com a dipòsit de sal), molt auster, amb una bonica estructura i un interior ben il·luminat per vitralls de Claude Viallat. A la place Saint-Louis és notable l'estàtua de Sant Lluís deguda a Josep Maria Subirachs, l'autor d'una de les façanes de la Sagrada Família de Barcelona.
La capella dels penitents, grisa, envoltada de xiprers, té un imposant retaule barroc esculpit per Jean Sabatier. Dissimulat sota el farratge durant la revolució, sens dubte ha arribat fins a nosaltres gràcies a la inesperada reconversió de la capella en magatzem des d'aquella època.
La capella dels penitents, blanca, també barroca, fou edificada per a una confraria instituïda el 1622 i acull custòdies, dossers i atxes que eren utilitzades durant les processons. S'hi celebra l'ofici litúrgic cada any el Diumenge de Rams.

## Gastronomia
La fogassa dolça d'Aigüesmortes és un dolç típic elaborat amb massa brioix, sucre, mantega i tarongina. Tradicionalment, la confecció de la fogassa d'Aigüesmortes ha estat restringida al període de Nadal, al si dels tretze postres, encara que en l'actualitat es ven durant tot l'any.